# Ministerio de Política Territorial
El Ministerio de Política Territorial y Memoria Democrática (MPT) de España es el departamento de la Administración General del Estado al que le corresponde la propuesta y ejecución de la política del Gobierno de la Nación en materia de relaciones y cooperación con las comunidades autónomas y las entidades que integran la administración local y las competencias relativas a la organización territorial del Estado; así como las relaciones con las Delegaciones y Subdelegaciones del Gobierno y el apoyo a su gestión. Asimismo, a este Departamento le corresponde la propuesta y ejecución de la política del Gobierno en materia de memoria histórica y democrática.
No es competente, sin embargo, sobre las relaciones financieras con las distintas Administraciones Públicas, siendo esto competencia del Ministerio de Hacienda, a través de la Secretaría General de Financiación Autonómica y Local.
Se trata del primer ministerio creado tras la aprobación de la Constitución de 1978 con el objetivo de atender las responsabilidades del Gobierno central derivadas de la nueva organización territorial del país que estableció la citada norma fundamental. Desde 1980 tiene su sede en el número 3 del Paseo de la Castellana, en Madrid, edificio conocido como el Palacio del Marqués de Villamejor.

## Historia

### Antecedentes
La política en relación con las administraciones públicas así como sobre los funcionarios de estas es tan antigua como la acción de gobierno misma. En el ámbito institucional, el primer ministerio que en España asumió estas funciones fue el Ministerio de Justicia, que las tuvo entre 1714 y 1812.
Este departamento, además de las relaciones con los tribunales y la Iglesia, era el enlace entre el rey y los Consejos, así como otras instituciones palaciegas, y le asistía en todo lo relativo a nombramientos de funcionarios de todos los niveles administrativos.
Como se ha comentado, dejó de tener estas competencias en 1812, cuando se crea el Ministerio del Interior, que asumió entre otras funciones, las «de todo lo perteneciente al gobierno político y económico del reino, como es la policía municipal de todos los pueblos sin distinción alguna, entendiéndose por ella la salubridad de los abastecimientos y mercados, limpieza y adorno de las poblaciones; […] la fijación de límites de las provincias y pueblos, […] y la provisión de todos los empleos que sean correspondientes a los diversos ramos que comprende este Ministerio»..
Con pequeñas interrupciones al ser suprimido ocasionalmente, este ministerio gestionó estas responsabilidades hasta la década de 1970.

#### Ministro Adjunto para las Regiones
Durante la transición democrática, el 4 de julio de 1977 el presidente del Gobierno, Adolfo Suárez, nombró a Manuel Clavero Arévalo como primer y único Ministro Adjunto para las Regiones, un ministro sin cartera al que se le asignó la tarea de idear cómo iba a ser la organización del nuevo estado democrático y que es considerado como el creador del «café para todos», esto es, que todas las regiones españolas gozaran de autonomía y no solo unas pocas, como era el plan inicial.

### Los primeros años: la organización del nuevo Estado autonómico

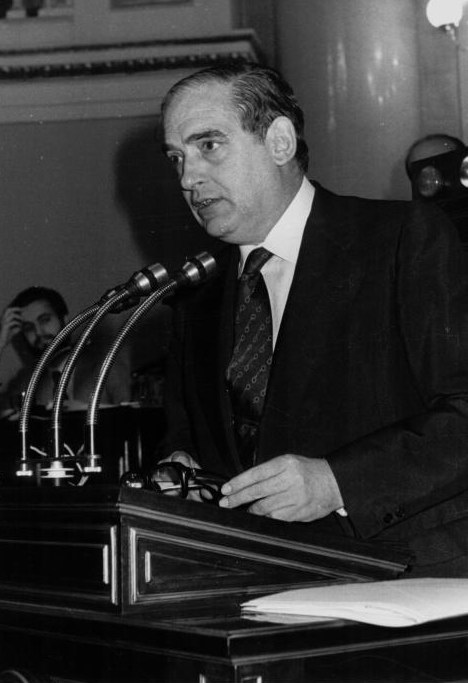
Antonio Fontán Pérez fue la primera persona en ostentar esta cartera ministerial.

Dos años después del nombramiento de Clavero, en abril de 1979 el presidente Suárez reforma la Administración Central por medio del Real Decreto 708/1979, de 5 de abril, que suprimió el cargo de Ministro Adjunto para las Regiones y fundó el Ministerio de Administración Territorial que, en palabras del presidente del Gobierno ante el Pleno del Congreso de los Diputados:

Se ha suprimido el Ministro Adjunto de las Regiones, para desgajar del Ministerio del Interior un nuevo Ministerio de la Administración Territorial del Estado que tenga competencias claras y específicas, ausente por completo de toda otra relación con materias de orden público en las relaciones con los Ayuntamientos, en las relaciones con las Diputaciones y en las relaciones con las Comunidades Autónomas, desde la perspectiva del mandato constitucional de las autonomías que a cada una de éstas corresponden.
Adolfo Suárez. Congreso de los Diputados, 18 de abril de 1979.

Efectivamente, como explicó el presidente del Gobierno ante las Cortes, el nuevo Departamento de Administración Territorial asumió las funciones de la Administración Central del Estado en relación con las comunidades autónomas y los entes preautonómicos que poseía el ministro Adjunto para las Regiones, así como las competencias sobre Administración Local que tenía el Ministerio del Interior, a través de la Dirección General de Administración Local. Inicialmente se le dotó de una pequeña estructura, compuesta por una Subsecretaría, una Secretaría General Técnica y dos Direcciones Generales: una de Cooperación con los Regímenes Autonómicos y otra de Administración Local. Asimismo, se le adscribió el Instituto de Estudios de Administración Local.
Además de continuar con las transferencias de competencias a los entes preautonómicos, una de las primeras medidas de este nuevo departamento fue autorizar el uso, en el ámbito local, de las lenguas españolas distintas al castellano.
Durante los primeros meses de 1980, se fue completando la estructura ministerial, creándose la inspección general, una Oficina Presupuestaria o la Intervención Delegada de la Intervención General de la Administración del Estado en el Ministerio. Pero, sin duda, en este momento destaca la creación de dos órganos superiores: la Secretaría de Estado para las Comunidades Autónomas y la Secretaría de Estado para las Corporaciones Locales, y de la Dirección General de Desarrollo Autonómico.

### Consolidación e integración de la Función Pública
Con el paso de los años, la evolución del ministerio lo convirtió en un departamento fijo en cada remodelación gubernamental que actuaba como el cauce de comunicación entre el Gobierno de la Nación y el resto de administraciones. Algunos órganos como la Secretaría de Estado para las Corporaciones Locales desaparecieron casi de inmediato, manteniéndose la Secretaría de Estado para las Comunidades Autónomas, la Subsecretaría y la Secretaría General Técnica, así como las direcciones generales de Administración Local, de Cooperación Local, de Desarrollo Autonómico, y de Cooperación con los Regímenes Autonómicos.

En 1981 las administraciones locales se unieron para fundar la Federación Española de Municipios y Provincias (FEMP), una asociación para defender los intereses de este nivel administrativo.

Se trató de una época de muchos cambios para el municipalismo, con la fundación de la Federación Española de Municipios y Provincias (FEMP) en 1981, la constitución de asociaciones similares a nivel autonómico o la aprobación de la Ley 7/1985, de 2 de abril, Reguladora de las Bases del Régimen Local.
El gran cambio se produce, sin embargo, en 1986, cuando el Departamento pasa a denominarse «Ministerio para las Administraciones Públicas». Esto se debió a que el ámbito de actuación del Ministerio sobrepasó las relaciones con las administraciones públicas y se le confiaron las competencias en materia de Función Pública y modernización administrativa que hasta ese momento ejercía el Ministerio de la Presidencia a través de la Secretaría de Estado para la Administración Pública que pasaba a formar parte del departamento.
En 1992 se aprobó una de las leyes administrativas más importantes del siglo xx, la Ley 30/1992, de 26 de noviembre, de Régimen Jurídico de las Administraciones Públicas y del Procedimiento Administrativo Común. Esta ley agrupó y organizó el derecho administrativo español durante dos décadas, hasta que en 2015 se decidió actualizar y volver a dividir su contenido en dos normas separadas.
Asimismo, en 1995 se actualizó la normativa relativa a la incompatibilidad de los altos cargos de la Administración del Estado, estos son, ministros, secretarios de estado, subsecretarios, directores generales y asimilados, materia regulada hasta entonces por la Ley 25/1983, de 26 de diciembre, sobre incompatibilidades de altos cargos. Esta normativa volvió a ser actualizada en 2015.
Con la aprobación de la Ley 6/1997, de 14 de abril, de Organización y Funcionamiento de la Administración General del Estado, el departamento vio incrementadas sus funciones con la adscripción orgánica de las Delegaciones del Gobierno, las recién creadas Subdelegaciones del Gobierno —que sustituyeron a la figura del gobernador civil en las provincias—, y las Direcciones Insulares, órganos periféricos todos ellos dependientes hasta entonces del Ministerio del Interior que, sin embargo, retuvo las funciones de seguridad pública que tienen estos órganos.

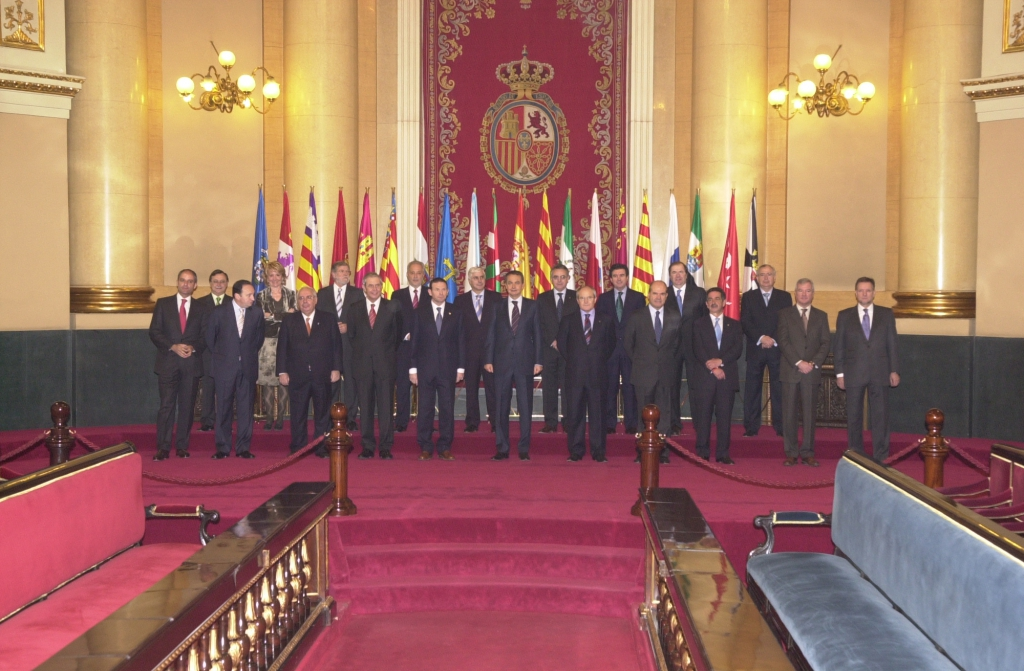
III Conferencia de Presidentes, celebrada el 11 de enero de 2007 en el Palacio del Senado.

Con el objetivo de fortalecer la coordinación y colaboración institucional entre el Gobierno central y los gobiernos regionales, en 2004, a iniciativa del entonces presidente José Luis Rodríguez Zapatero, se constituyó la Conferencia de Presidentes.
En julio de 2007, tras un informe realizado por una comisión de expertos creada a iniciativa del entonces ministro de Administraciones Públicas, Jordi Sevilla, se creó el Consejo de las Lenguas Oficiales en la Administración General del Estado, un órgano interministerial que tiene como objetivo analizar el uso de las lenguas cooficiales en la Administración General del Estado, así como impulsar y coordinar las acciones entre los diferentes departamentos del Gobierno, con el objetivo de lograr el mejor cumplimiento de las exigencias derivadas de la existencia de distintas lenguas oficiales y de su reconocimiento en la actividad de los departamentos y organismos públicos, para procurar una mejor atención a los derechos de los ciudadanos.

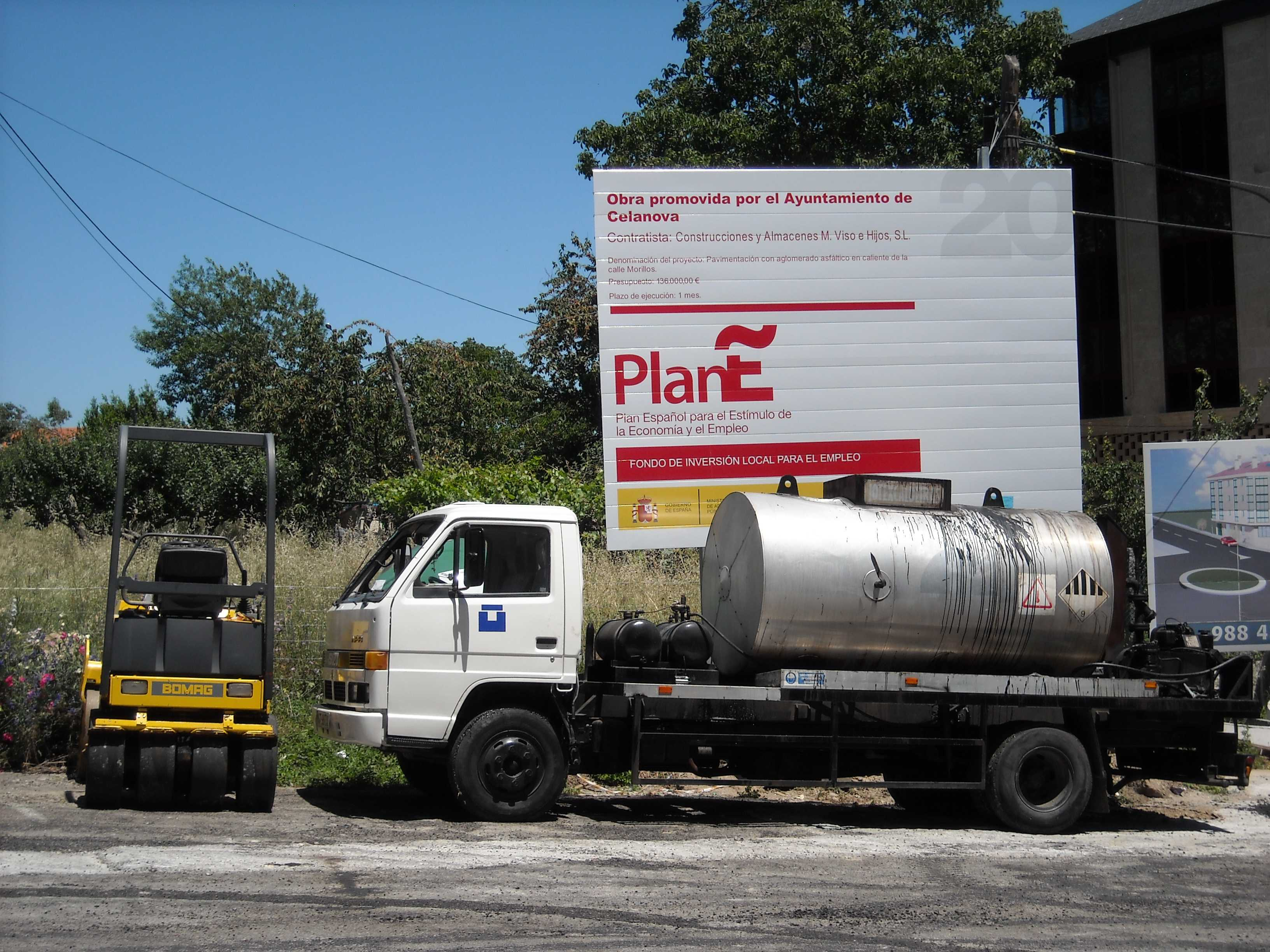
Cartel de obra pública realizada con los fondos del Plan E.

Sin mayores cambios competencias el ministerio llegará hasta 2009, cuando se traspasa al Ministerio de la Presidencia todo lo relativo a los funcionarios y la supervisión de la Administración Periférica, renombrando la Secretaría de Estado para la Administración Pública como Secretaría de Estado de Función Pública. Un año después, el ahora llamado Ministerio de Política Territorial y Administración Pública reabsorbe estas funciones y órganos.
Finalmente, en estos años marcados por la crisis económica de 2008, para el presupuesto de 2010 el departamento contó con unos fondos extraordinarios de 5 000 millones de euros al crearse el Fondo Estatal para el Empleo y la Sostenibilidad Local, dentro del Plan E. Este plan, duramente criticado por la oposición, se demostró fallido en sus objetivos, tal y como aseguró el Tribunal de Cuentas en diversos informes, tanto por considerarlo «mal diseñado» como por la mala gestión que hicieron las administraciones locales de sus fondos, muchos de ellos utilizados para obra pública poco relevante, en lugar de priorizar la preservación de empleo. Asimismo, el supremo tribunal fiscalizador afirmó que el Plan había supuesto para el Estado unas pérdidas cercanas a los 8 000 millones de euros.

#### Ocho años de ausencia

Logotipo del sistema Cl@ve, herramienta fundamental para las relaciones electrónicas entre los ciudadanos y las administraciones.

Apenas un año pues, a finales de 2011 el cambio de gobierno supone la desaparición del Departamento, que se rebaja a la categoría de Secretaría de Estado (como Secretaría de Estado de Administraciones Públicas) y se integra en el Ministerio de Hacienda, que pasó a llamarse «Ministerio de Hacienda y Administraciones Públicas». En este tiempo se crearon relevantes herramientas para mejorar la relación entre los ciudadanos y las administraciones, como Cl@ve o AutoFirma.
Seis años durará esta situación, puesto que en noviembre de 2016 se escinden las competencias de relaciones con las administraciones autonómicas y locales, que pasaron al Ministerio de la Presidencia, de las concernientes a los empleados públicos, que se mantuvieron en el Ministerio de Hacienda, ahora llamado «Ministerio de Hacienda y Función Pública».
Durante esta última etapa, dentro del área de Administraciones Territoriales se estableció una nueva política de lucha contra la despoblación y el envejecimiento poblacional, conocida como Reto Demográfico, y se intensificó, dentro del área de la Función Pública, la política de digitalización de las Administraciones Públicas iniciada en 2014 con la creación de la Dirección de Tecnologías de la Información y las Comunicaciones, que desde 2016 se llamó Secretaría General de Administración Digital.

### Época reciente

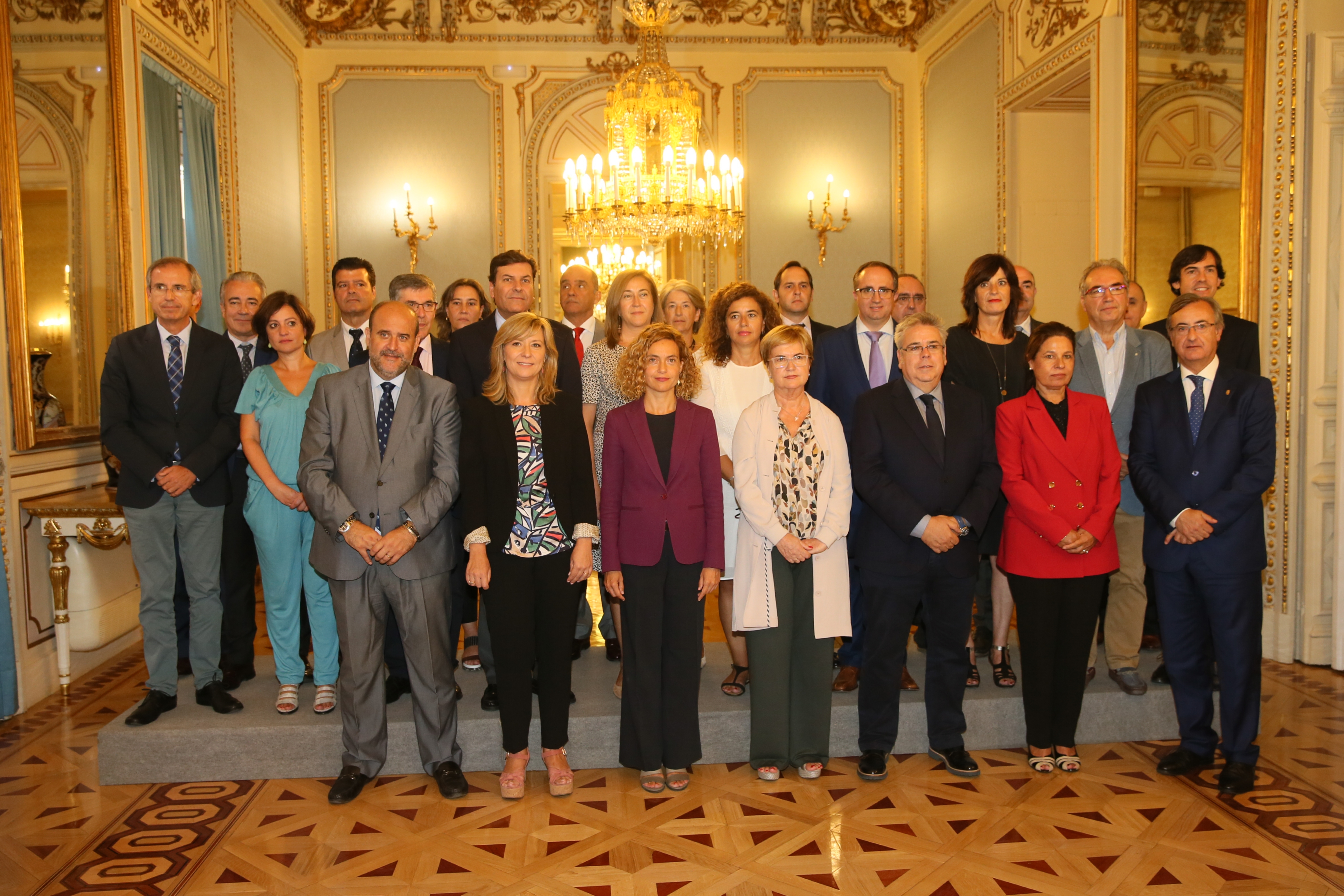
Reunión en la sede del ministerio con los responsables del departamento y de las comunidades autónomas para elaborar una Estrategia Nacional frente al Reto Demográfico. 2018.

Tras la moción de censura contra Mariano Rajoy de 2018 y la formación del nuevo Gobierno de Pedro Sánchez en junio de 2018, se restableció el ministerio incorporando de nuevo tanto lo relativo a las Administraciones Territoriales como a Función Pública, bajo la denominación de «Ministerio de Política Territorial y Función Pública». Año y medio después, las competencias que poseía sobre Reto Demográfico y Administración Digital se traspasaron a los ministerios de Transición Ecológica y de Economía, respectivamente.
En el contexto de la pandemia de COVID-19, por Real Decreto-ley 29/2020, de 29 de septiembre, se introdujo en la Administración Pública española la modalidad de trabajo a distancia. Esta nueva figura permitió a los empleados públicos trabajar a distancia siempre y cuando estuviera expresamente autorizado y fuere compatible con la modalidad presencial, con los mismos derechos y deberes.
De forma similar a 2016, una nueva remodelación del Gobierno en julio de 2021 reintegró las competencias en materia de Función Pública en el Ministerio de Hacienda, manteniendo únicamente las relaciones con las administraciones y la supervisión de la Administración Periférica.
En noviembre de 2023, una nueva reforma tras la constitución del tercer Gobierno de Pedro Sánchez le otorgó las competencias sobre memoria democrática que hasta entonces tenía el Ministerio de la Presidencia. Asimismo, del mismo departamento se le transfirió el Comisionado especial para la Reconstrucción de la isla de La Palma. En noviembre de 2024 se creó en este departamento un Comisionado especial para liderar las tareas de reconstrucción de las áreas afectadas por las inundaciones de la DANA de finales ese año. Asimismo, se dividió en dos la Dirección General de Atención a las Víctimas y Promoción de la Memoria Democrática. Posteriormente, en enero de 2025 se creó un Comisionado para coordinar las actividades relacionadas con la muerte del dictador Francisco Franco y el inicio de la transición democrática.

## Estructura

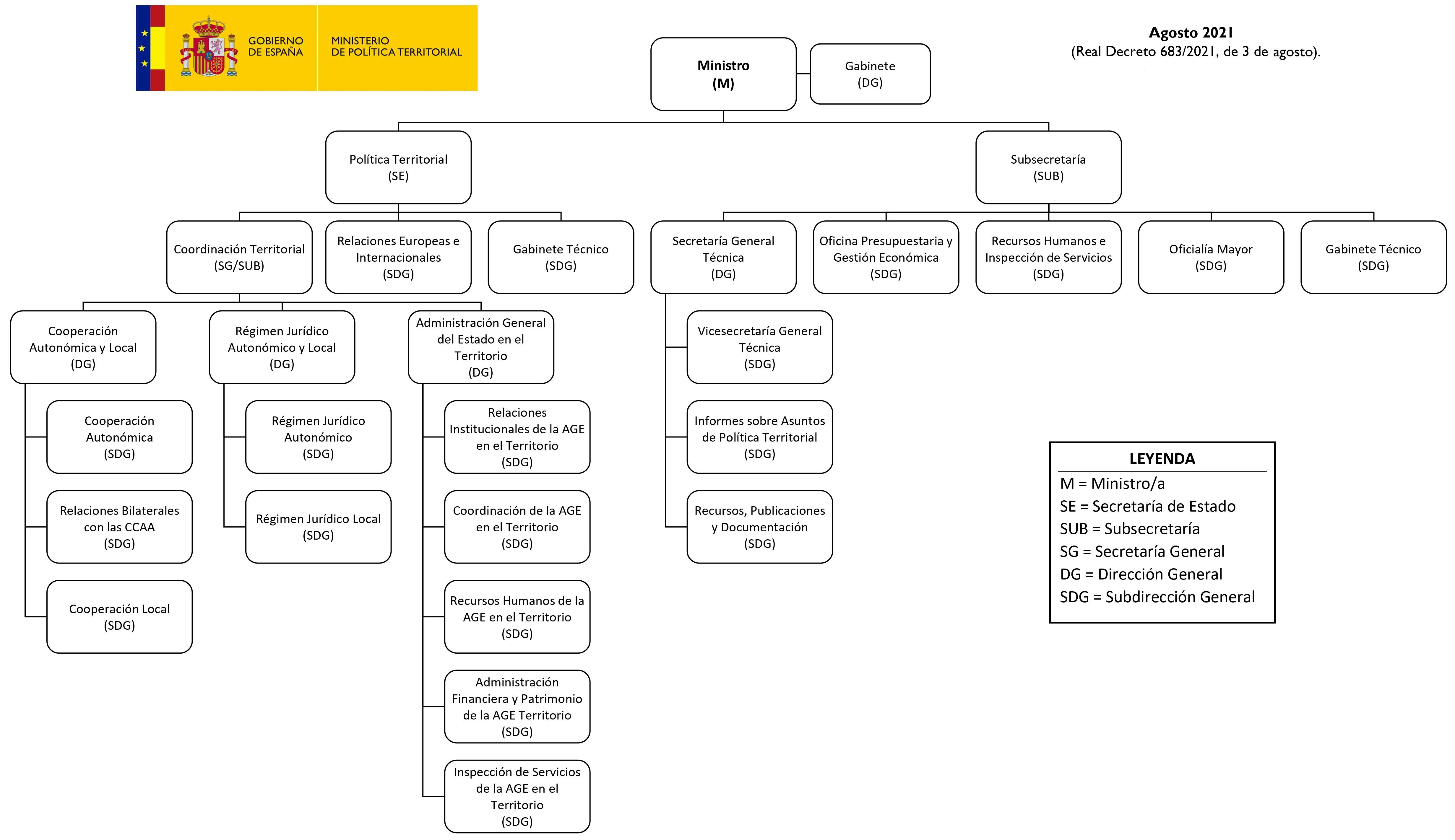
Organigrama del Ministerio de Política Territorial.

El Departamento se estructura como sigue (en negrita los órganos directamente dependientes del ministro):
- La Secretaría de Estado de Política Territorial.
  - La Secretaría General de Coordinación Territorial, con rango de Subsecretaría.
    - La Dirección General de Cooperación Autonómica y Local.
    - La Dirección General de Régimen Jurídico Autonómico y Local.
    - La Dirección General de la Administración General del Estado en el Territorio.
    - La Subdirección General de Relaciones Europeas e Internacionales.
    - El Gabinete Técnico, con rango de Subdirección General.
- La Secretaría de Estado de Memoria Democrática.
  - La Dirección General de Atención a las Víctimas.
  - La Dirección General de Promoción de la Memoria Democrática.
- La Subsecretaría de Política Territorial.
  - La Secretaría General Técnica, con rango de Dirección General.
  - La Subdirección General de la Oficina Presupuestaria y Gestión Económica.
  - La Subdirección General de Recursos Humanos e Inspección de Servicios.
  - La Subdirección General de Oficialía Mayor.
  - El Gabinete Técnico, con rango de Subdirección General.
- El Comisionado Especial para la Reconstrucción de la isla de La Palma, con rango de Subsecretaría.
  - La Oficina del Comisionado Especial, con rango de Subdirección General.
- El Comisionado especial para la reconstrucción y reparación de los daños provocados por la DANA en diferentes municipios entre el 28 de octubre y el 4 de noviembre de 2024, con rango de Subsecretaría.
  - La Oficina de Coordinación e Impulso de la Ejecución de las Ayudas, con rango de Subdirección General.
  - La Oficina de Relaciones Institucionales, con rango de Subdirección General.
- El Comisionado para la celebración de los 50 años de España en Libertad, con rango de Subsecretaría
- El Gabinete, órgano de apoyo y asistencia inmediata al ministro.

### Adscripciones
- La Oficina de la Conferencia de Presidentes.
- La Comisión Nacional de Administración Local.
- La Comisión Interministerial de Coordinación de la Administración Periférica del Estado.
- La Comisión Interministerial de Inmigración.
- El Consejo de las Lenguas Oficiales en la Administración General del Estado.
- La Comisión consultiva para la determinación de las sedes.
- El Consejo de la Memoria Democrática.

## Sede

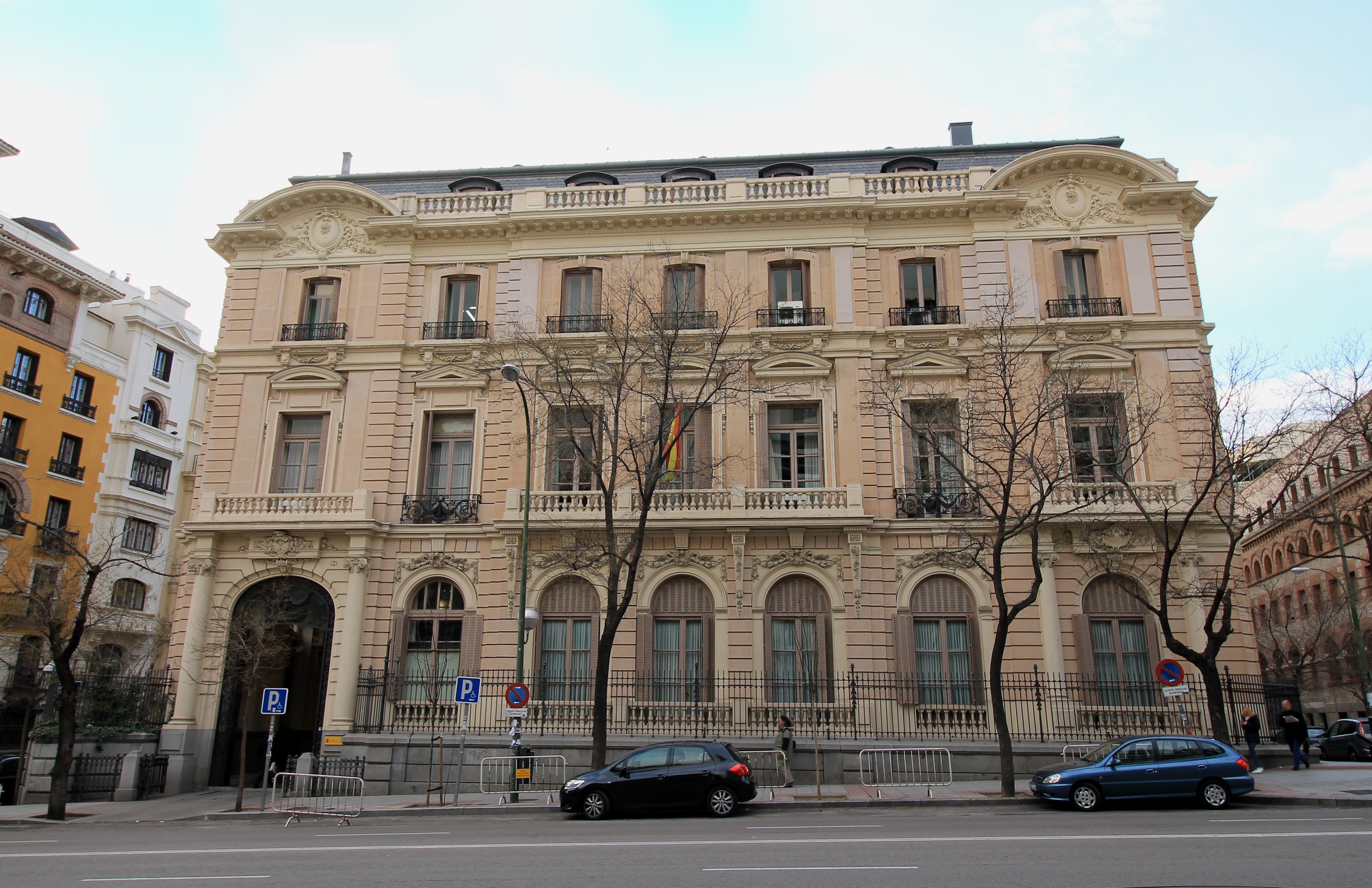
Palacio de Adanero. Fue sede central del ministerio entre 1979 y 1980 y secundaria desde entonces, albergando los servicios de la Secretaría de Estado de Función Pública.

El Ministerio de Política Territorial tiene su sede principal, desde 1980, en el Palacio de Villamejor, un inmueble de la ciudad de Madrid que durante la mayor parte del siglo xx acogió a la Presidencia del Gobierno. Cuando la Jefatura del Gobierno abandonó esta ubicación en 1977 para trasladarse al Palacio de la Moncloa, hubo un breve intervalo de tiempo en el que diversos inquilinos públicos ocuparon sus instancias, hasta que en 1980 se instaló allí el recién creado Ministerio de Administraciones Territoriales, donde aun hoy continua.
En la actualidad, al no tener las competencias en función pública, todos los servicios del ministerio se encuentran concentrados en el mencionado palacio.
En aquellos momentos en los que sí ha tenido las mencionadas responsabilidades, el departamento tuvo una segunda sede, el Palacio de la Condesa de Adanero, sede original del Ministerio entre 1979 y 1980 y que desde entonces alberga los servicios referentes a la Función Pública, sin importar de qué ministerio dependan.

## Titulares

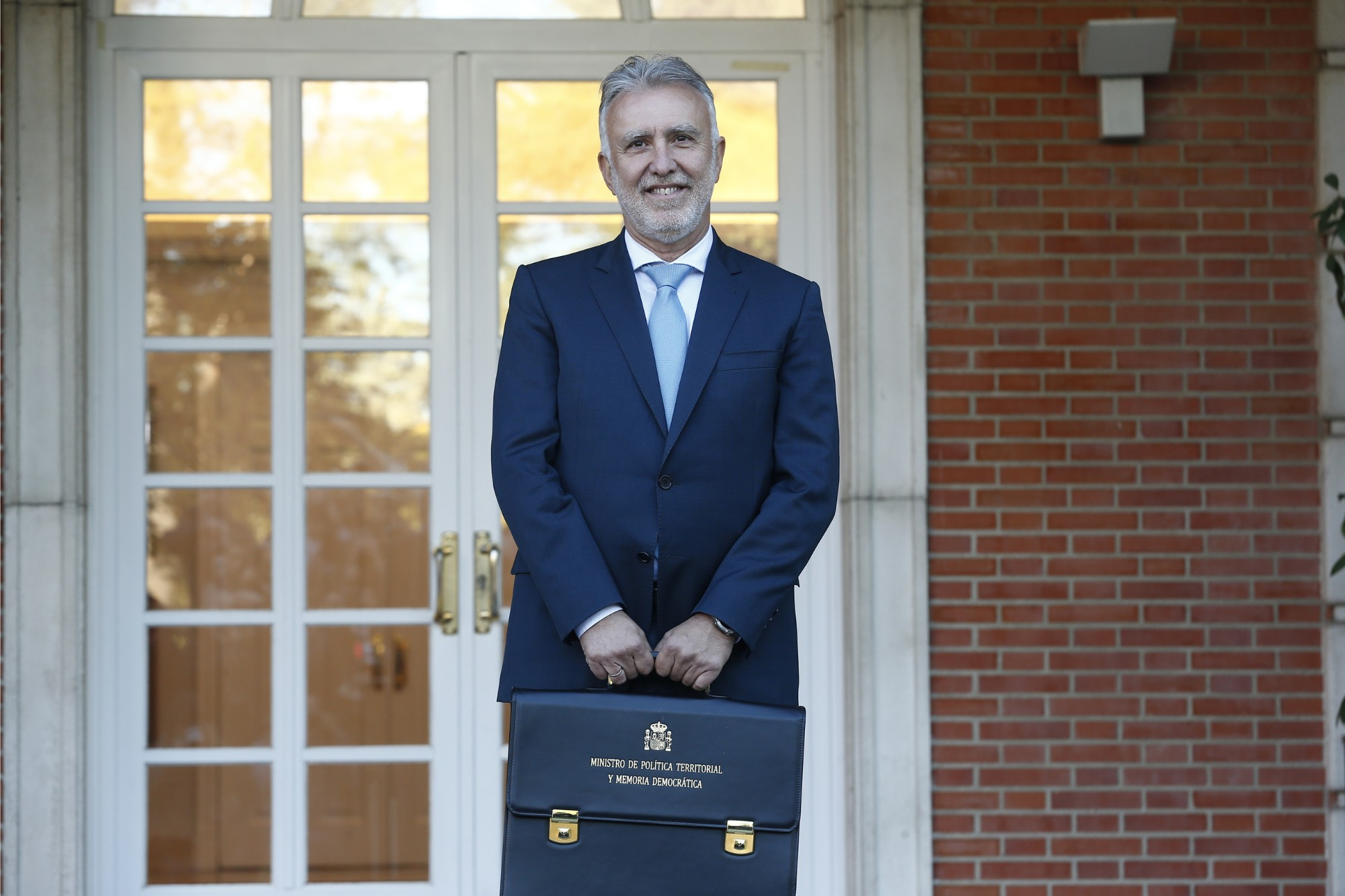
Ángel Víctor Torres, ministro de Política Territorial.

El cargo de ministro de Política Territorial y Memoria Democrática, también llamado ministro de Administración Territorial o ministro de Administraciones Públicas, es una posición dentro del Gobierno de España que ha existido, con una breve interrupción entre 2011 y 2018, desde que en 1977 se crease el cargo de Ministro Adjunto para las Regiones.
En origen, era un ministro sin cartera pero, desde 1979, ha tenido un ministerio propio. Como se ha mencionado, salvo el periodo entre 2011 y 2018, cuando sus competencias fueron repartidas entre el ministro de Hacienda y el ministro de la Presidencia, esta posición gubernamental siempre ha existido en el actual periodo democrático.
Desde 1977, 25 personas han ocupado la titularidad de la cartera, a la que hay que añadir otras dos que la ocuparon de forma interina. El ministro que más tiempo estuvo en el cargo fue Joaquín Almunia Amann, que lo fue durante 4 años y 7 meses entre 1986 y 1991, mientras que el que menos fue Luis Manuel Cosculluela Montaner, con 4 meses de julio a diciembre de 1982.
El actual ministro es Ángel Víctor Torres desde el 21 de noviembre de 2023, que con anterioridad había ejercido como presidente del Gobierno de Canarias entre 2019 y 2023.

### Lista de ministros
| Imagen | Nombre (nac.–fall.)                                              | Mandato                                                          | Mandato                                                          | Mandato                                                          | Partido                                                          | Partido                                                          | Presidente del Gobierno | Presidente del Gobierno                  | Monarca                   |
| Imagen | Nombre (nac.–fall.)                                              | Nombramiento                                                     | Cese                                                             | Duración                                                         | Partido                                                          | Partido                                                          | Presidente del Gobierno | Presidente del Gobierno                  | Monarca                   |
| --- | ---------------------------------------------------------------- | ---------------------------------------------------------------- | ---------------------------------------------------------------- | ---------------------------------------------------------------- | ---------------------------------------------------------------- | ---------------------------------------------------------------- | ----------------------- | ---------------------------------------- | ------------------------- |
| Ministerio Adjunto para las Regiones (1977-1979)                                                           | Ministerio Adjunto para las Regiones (1977-1979)                 | Ministerio Adjunto para las Regiones (1977-1979)                 | Ministerio Adjunto para las Regiones (1977-1979)                 | Ministerio Adjunto para las Regiones (1977-1979)                 | Ministerio Adjunto para las Regiones (1977-1979)                 | Ministerio Adjunto para las Regiones (1977-1979)                 |                         | Adolfo Suárez (1976-1981)                | Juan Carlos I (1975-2014) |
| | Manuel Clavero Arévalo (1926-2021)                               | 4 de julio de 1977                                               | 5 de abril de 1979                                               | 1 año y 275 días                                                 |                                                                  | PSLA                                                             |                         | Adolfo Suárez (1976-1981)                | Juan Carlos I (1975-2014) |
| | Manuel Clavero Arévalo (1926-2021)                               | 4 de julio de 1977                                               | 5 de abril de 1979                                               | 1 año y 275 días                                                 | UCD                                                              |                                                                  |                         | Adolfo Suárez (1976-1981)                | Juan Carlos I (1975-2014) |
| Ministerio de Administración Territorial (1979-1986)                                                       |                                                                  |                                                                  |                                                                  |                                                                  |                                                                  |                                                                  |                         | Adolfo Suárez (1976-1981)                | Juan Carlos I (1975-2014) |
| | Antonio Fontán Pérez (1923-2010)                                 | 5 de abril de 1979                                               | 2 de mayo de 1980                                                | 1 año y 27 días                                                  |                                                                  | UCD                                                              |                         | Adolfo Suárez (1976-1981)                | Juan Carlos I (1975-2014) |
| | José Pedro Pérez-Llorca y Rodrigo (1940-2019)                    | 2 de mayo de 1980                                                | 8 de septiembre de 1980                                          | 129 días                                                         |                                                                  | UCD                                                              |                         | Adolfo Suárez (1976-1981)                | Juan Carlos I (1975-2014) |
| | Rodolfo Martín Villa (1934-)                                     | 8 de septiembre de 1980                                          | 1 de diciembre de 1981                                           | 1 año y 84 días                                                  |                                                                  | UCD                                                              |                         | Adolfo Suárez (1976-1981)                | Juan Carlos I (1975-2014) |
| | Rodolfo Martín Villa (1934-)                                     | 8 de septiembre de 1980                                          | 1 de diciembre de 1981                                           | 1 año y 84 días                                                  | Leopoldo Calvo-Sotelo y Bustelo (1981-1982)                      | UCD                                                              |                         |                                          | Juan Carlos I (1975-2014) |
| | Rafael Arias Salgado (1942-)                                     | 1 de diciembre de 1981                                           | 29 de julio de 1982                                              | 240 días                                                         |                                                                  | UCD                                                              |                         |                                          | Juan Carlos I (1975-2014) |
| | Luis Manuel Cosculluela Montaner (1939-)                         | 29 de julio de 1982                                              | 2 de diciembre de 1982                                           | 126 días                                                         |                                                                  | UCD                                                              |                         |                                          | Juan Carlos I (1975-2014) |
| | Tomás de la Quadra-Salcedo Fernández del Castillo (1946-)        | 2 de diciembre de 1982                                           | 4 de julio de 1985                                               | 2 años y 214 días                                                |                                                                  | PSOE                                                             |                         | Felipe González Márquez (1982-1996)      | Juan Carlos I (1975-2014) |
| | Félix Pons Irazazábal (1942-)                                    | 4 de julio de 1985                                               | 25 de julio de 1986                                              | 1 año y 21 días                                                  |                                                                  | PSOE                                                             |                         | Felipe González Márquez (1982-1996)      | Juan Carlos I (1975-2014) |
| | Javier Moscoso (1934-)                                           | 14 de julio de 1986                                              | 25 de julio de 1986                                              | 11 días                                                          |                                                                  | Independiente                                                    |                         | Felipe González Márquez (1982-1996)      | Juan Carlos I (1975-2014) |
| | Joaquín Almunia Amann (1948-)                                    | 25 de julio de 1986                                              | 12 de marzo de 1991                                              | 4 años y 230 días                                                |                                                                  | PSOE                                                             |                         | Felipe González Márquez (1982-1996)      | Juan Carlos I (1975-2014) |
| | Juan Manuel Eguiagaray (1945-2025)                               | 12 de marzo de 1991                                              | 13 de julio de 1993                                              | 2 años y 123 días                                                |                                                                  | PSOE                                                             |                         | Felipe González Márquez (1982-1996)      | Juan Carlos I (1975-2014) |
| | Jerónimo Saavedra (1936-2023)                                    | 13 de julio de 1993                                              | 2 de julio de 1995                                               | 1 año y 354 días                                                 |                                                                  | PSOE                                                             |                         | Felipe González Márquez (1982-1996)      | Juan Carlos I (1975-2014) |
| | Joan Lerma Blasco (1951-)                                        | 2 de julio de 1995                                               | 5 de mayo de 1996                                                | 308 días                                                         |                                                                  | PSOE                                                             |                         | Felipe González Márquez (1982-1996)      | Juan Carlos I (1975-2014) |
| | Mariano Rajoy Brey (1955-)                                       | 5 de mayo de 1996                                                | 18 de enero de 1999                                              | 2 años y 258 días                                                |                                                                  | PP                                                               |                         | José María Aznar (1996-2004)             | Juan Carlos I (1975-2014) |
| | Ángel Acebes (1958-)                                             | 18 de enero de 1999                                              | 27 de abril de 2000                                              | 1 año y 100 días                                                 |                                                                  | PP                                                               |                         | José María Aznar (1996-2004)             | Juan Carlos I (1975-2014) |
| | Jesús Posada Moreno (1945-)                                      | 27 de abril de 2000                                              | 9 de julio de 2002                                               | 2 años y 73 días                                                 |                                                                  | PP                                                               |                         | José María Aznar (1996-2004)             | Juan Carlos I (1975-2014) |
| | Javier Arenas Bocanegra (1957-)                                  | 9 de julio de 2002                                               | 3 de septiembre de 2003                                          | 1 año y 56 días                                                  |                                                                  | PP                                                               |                         | José María Aznar (1996-2004)             | Juan Carlos I (1975-2014) |
| | Julia Garcia-Valdecasas (1944-2009)                              | 3 de septiembre de 2003                                          | 17 de abril de 2004                                              | 227 días                                                         |                                                                  | PP                                                               |                         | José María Aznar (1996-2004)             | Juan Carlos I (1975-2014) |
| | Jordi Sevilla (1956-)                                            | 17 de abril de 2004                                              | 6 de julio de 2007                                               | 3 años y 80 días                                                 |                                                                  | PSOE                                                             |                         | José Luis Rodríguez Zapatero (2004-2011) | Juan Carlos I (1975-2014) |
| | Elena Salgado (1949-)                                            | 6 de julio de 2007                                               | 7 de abril de 2009                                               | 1 año y 275 días                                                 |                                                                  | Independiente                                                    |                         | José Luis Rodríguez Zapatero (2004-2011) | Juan Carlos I (1975-2014) |
| Ministro de Política Territorial (2009-2010) / Ministro de Política Territorial y Adm. Pública (2009-2011) |                                                                  |                                                                  |                                                                  |                                                                  |                                                                  |                                                                  |                         | José Luis Rodríguez Zapatero (2004-2011) | Juan Carlos I (1975-2014) |
| | Manuel Chaves González (1945-)                                   | 7 de abril de 2009                                               | 21 de diciembre de 2011                                          | 2 años y 258 días                                                |                                                                  | PSOE                                                             |                         | José Luis Rodríguez Zapatero (2004-2011) | Juan Carlos I (1975-2014) |
| Cargo suprimido durante este intervalo.                                                                    |                                                                  |                                                                  |                                                                  |                                                                  |                                                                  |                                                                  |                         |                                          |                           |
| Ministerio de Política Territorial y Función Pública (2018-2021)                                           | Ministerio de Política Territorial y Función Pública (2018-2021) | Ministerio de Política Territorial y Función Pública (2018-2021) | Ministerio de Política Territorial y Función Pública (2018-2021) | Ministerio de Política Territorial y Función Pública (2018-2021) | Ministerio de Política Territorial y Función Pública (2018-2021) | Ministerio de Política Territorial y Función Pública (2018-2021) |                         | Pedro Sánchez (2018-presente)            | Felipe VI (2014-presente) |
| | Meritxell Batet Lamaña (1973-)                                   | 6 de junio de 2018                                               | 20 de mayo de 2019                                               | 348 días                                                         |                                                                  | PSOE                                                             |                         | Pedro Sánchez (2018-presente)            | Felipe VI (2014-presente) |
| | Luis Planas Puchades (1952-)                                     | 20 de mayo de 2019                                               | 12 de enero de 2020                                              | 237 días                                                         |                                                                  | PSOE                                                             |                         | Pedro Sánchez (2018-presente)            | Felipe VI (2014-presente) |
| | Carolina Darias (1965-)                                          | 12 de enero de 2020                                              | 26 de enero de 2021                                              | 1 año y 14 días                                                  |                                                                  | PSOE                                                             |                         | Pedro Sánchez (2018-presente)            | Felipe VI (2014-presente) |
| | Miquel Iceta (1960-)                                             | 26 de enero de 2021                                              | 10 de julio de 2021                                              | 165 días                                                         |                                                                  | PSOE                                                             |                         | Pedro Sánchez (2018-presente)            | Felipe VI (2014-presente) |
| Ministerio de Política Territorial (2021-2023)                                                             |                                                                  |                                                                  |                                                                  |                                                                  |                                                                  |                                                                  |                         | Pedro Sánchez (2018-presente)            | Felipe VI (2014-presente) |
| | Isabel Rodríguez (1981-)                                         | 10 de julio de 2021                                              | 20 de noviembre de 2023                                          | 2 años y 133 días                                                |                                                                  | PSOE                                                             |                         | Pedro Sánchez (2018-presente)            | Felipe VI (2014-presente) |
| Ministerio de Política Territorial y Memoria Democrática (2023-)                                           |                                                                  |                                                                  |                                                                  |                                                                  |                                                                  |                                                                  |                         | Pedro Sánchez (2018-presente)            | Felipe VI (2014-presente) |
| | Ángel Víctor Torres Pérez (1966-)                                | 20 de noviembre de 2023                                          | En el cargo                                                      | 1 año y 228 días                                                 |                                                                  | PSOE                                                             |                         | Pedro Sánchez (2018-presente)            | Felipe VI (2014-presente) |

## Presupuesto
Para el ejercicio 2023, el Departamento de Política Territorial y Memoria Democrática tiene un presupuesto total de 589,6 millones de euros.
Casi la mitad del presupuesto está destinado a financiar los gastos de la Administración Periférica, esto es, las Delegaciones, Subdelegaciones y Direcciones Insulares, que se sufragan mediante el Programa 921P «Administración General del Estado en el Territorio», dotado con 285,9 millones de euros. Asimismo, destaca el Programa 94KC «C11.I03 Transformación Digital y Modernización de las CCAA y EELL. Transferencias a otras AA.PP.», con 183,7 millones, que financia programas de modernización administrativa en las administraciones autonómicas y locales, y el Programa 942A «Cooperación económica local del Estado», con 58,4 millones, para financiar inversiones en el ámbito local.

### Evolución
| Gasto consolidado del Ministerio de Política Territorial desde el año 2002 Datos cada dos años, salvo el más reciente (en millones de euros)                                               |
| |
| Leyenda: Competencias sobre Política Territorial y Función Pública. Competencias únicamente sobre Política Territorial. Fuente: Presupuestos Generales del Estado. Ministerio de Hacienda. |

### Auditoría
Las cuentas del Ministerio, así como de sus organismos adscritos, son auditadas de forma interna por la Intervención General de la Administración del Estado (IGAE), a través de una Intervención Delegada en el propio Departamento. De forma externa, es el Tribunal de Cuentas el responsable de auditar el gasto.